# Elzinha
Elza Arnellas Pacheco, conhecida como Elzinha (Presidente Prudente, 11 de abril de 1949), é uma ex-jogadora brasileira de basquete.

## Carreira
Elzinha ingressou no basquetebol profissional aos treze anos, na equipe do XV de Novembro de Piracicaba, jogando como armadora.Também jogou pelo São Caetano.   Em 1967 foi convocada pela primeira vez para a Seleção Brasileira.
Com o Brasil disputou o Mundial de 1971, conquistando a medalha de bronze e duas edições dos Jogos Pan-americanos ( Winnipeg 1967 e Cali 1971). Foi selecionada uma das cinco melhores atletas nos jogos de Cali.
Elzinha formou-se em Pedagogia e Educação Física. Após deixar as quadras, lecionou em escolas e trabalhou como diretora do Departamento de Esporte, Educação e Lazer de Presidente Prudente . Foi uma das condutoras da tocha olímpica no revezamento para os Jogos do Rio de 2016.